# Abtei Glandern

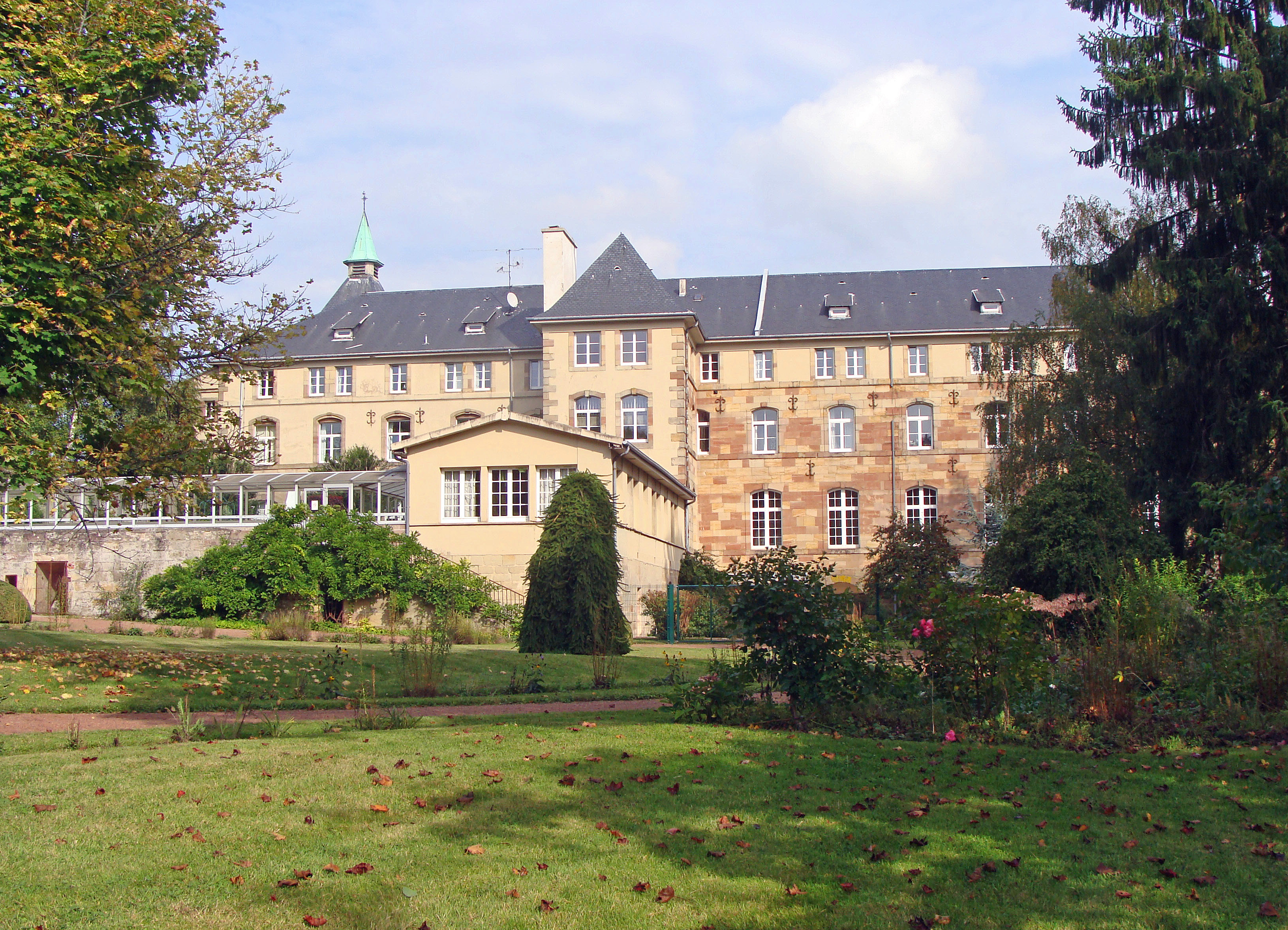
Die Abtei Glandern, 2013

Die Abtei Glandern war ein Benediktinerkloster in Longeville-lès-Saint-Avold (Lothringen), das u. a. Fernbesitz im heutigen Rheinland-Pfalz und im Saarland hatte. Es existieren bedeutende Reste der Abtei selbst sowie ihrer Eigenkirchen im Leininger Land.

## Geschichte

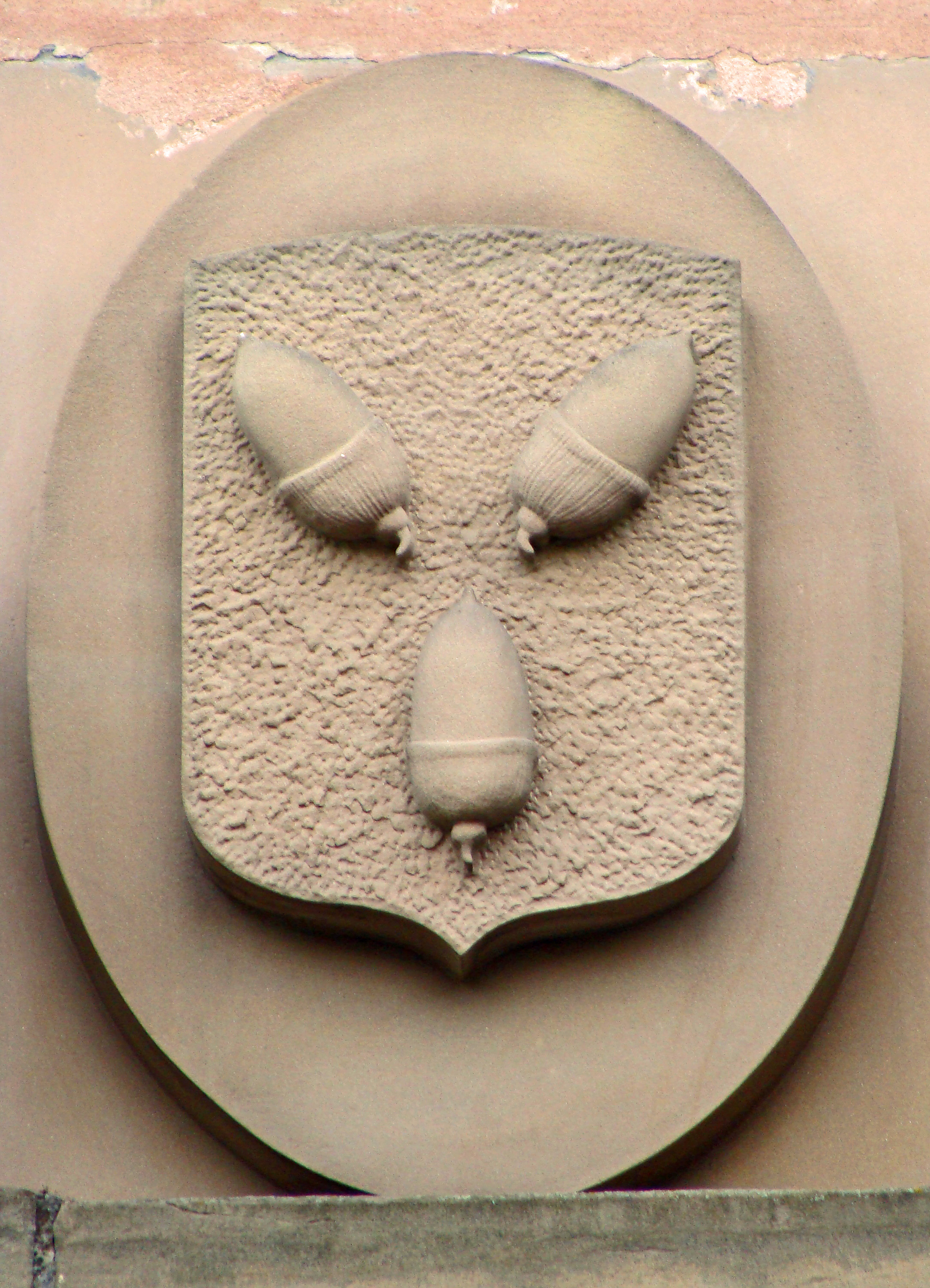
Das Klosterwappen

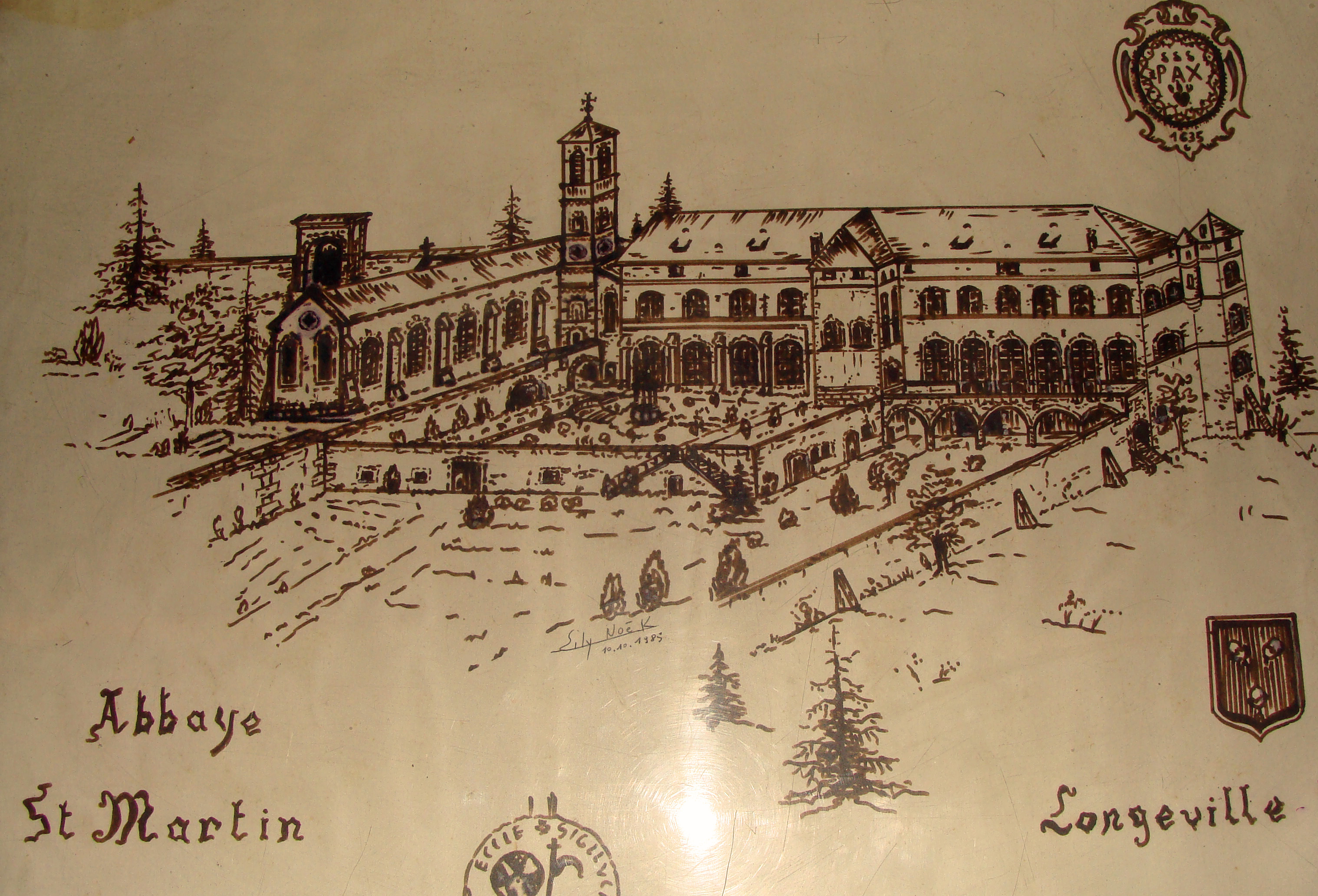
Historische Ansicht, links die abgetragene Klosterkirche

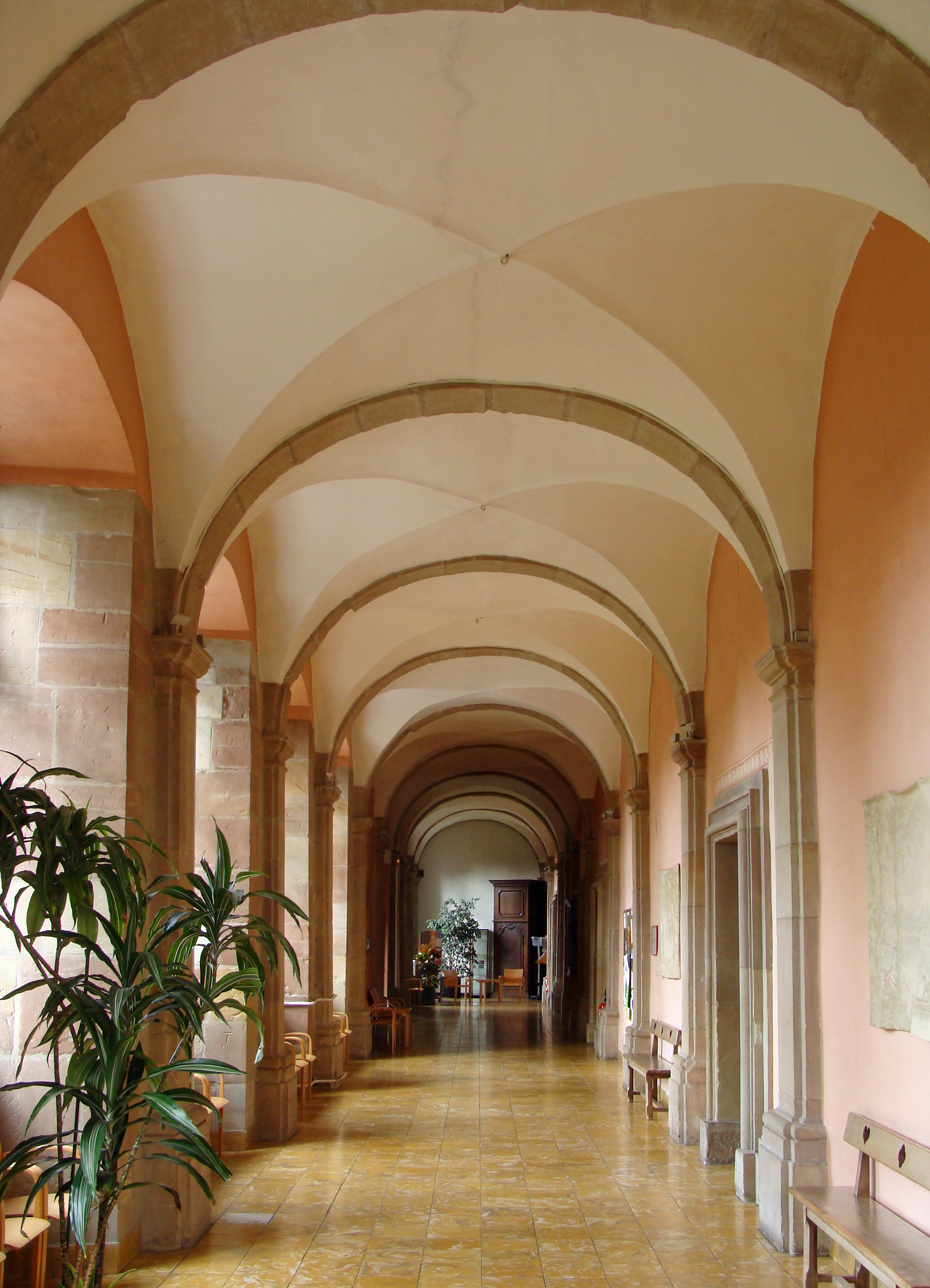
Innenansicht des Abteigebäudes

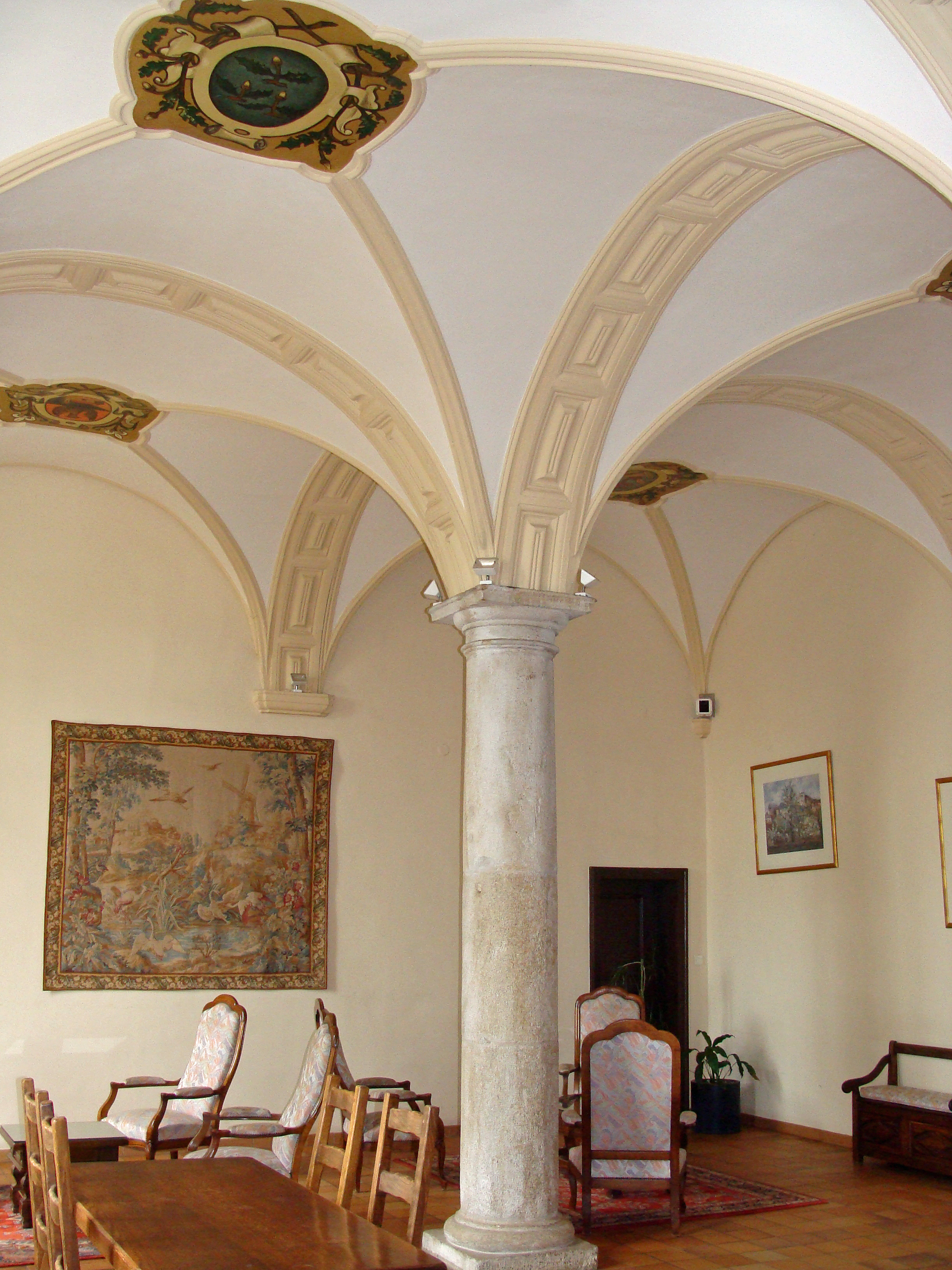
Innenansicht des Abteigebäudes

Der Konvent taucht in historischen Quellen unter verschiedenen Namen auf, etwa als Abtei Glandern, St. Martinus ad Glandres, Saint-Martin-des-Glandières, Sankt Martin im Eichengrund, St. Martin Longeville oder von dem Ort Longeville abgeleitet, Lungenfeld bzw. Lubeln. Alle diese Bezeichnungen meinen das gleiche Kloster, im heutigen Ort Longeville-lès-Saint-Avold. Der Name Glandern wird aus dem lateinischen Wort glandes für Eicheln gedeutet, die auch im Klosterwappen erscheinen. Die Gemeinde Longeville hat die Eicheln in ihr Wappen übernommen; Patron war der Hl. Martin von Tours.
Die Benediktinerabtei hatte ein hohes Alter. Herzog Bodogisel von Aquitanien, Gatte der Hl. Oda von Amay (auch Chrodoara d´Amay), soll im Jahre 587 ihr Stifter und Abt des Klosters gewesen sein. Augustin Calmet führt 1745 zudem mehrere unsichere Überlieferungen an, nach denen bereits der Hl. Arnual die Abtei gegründet habe, dann, dass die Hl. Dignus, Bodagislus und Undonis um 580/90 die Gründer gewesen sein sollen und dort gestorben bzw. begraben seien, wie auch, dass der Hl. Fridolin († 538) das Kloster gegründet hätte.
Im Jahre 875 erfolgte die erste urkundliche Erwähnung der Abtei, im Zusammenhang mit Gütern im pfälzischen Grünstadt. Eine diesbezügliche Urkunde von 836 ist gefälscht. Am 21. November 875 gab König Ludwig der Deutsche in Metz auf Anraten des Erzbischofs Bertulf von Trier dem Kloster des Hl. Martin und des seligen Bekenners Undo die villa Grinstadt im Wormsgau zurück. Die Grünstadter Liegenschaft wurde zur Propstei. Wie das Mutterkloster Glandern besaß sie eine dem Hl. Martin geweihte Kirche und bildete eine von drei Keimzellen des heutigen Grünstadt. Diese mehrfach umgestaltete Martinskirche existiert dort bis heute an gleicher Stelle. Das Gut hieß später in Grünstadt Lungenfelder Hof und ging 1549 pfandweise bzw. 1735 käuflich an die Grafen von Leiningen über, die es zu einem Landschloss umbauten, dem Schloss Unterhof westlich neben der genannten Martinskirche. Die erste urkundliche Nennung des Klosters Glandern und des Ortes Grünstadt erfolgten 875 in derselben Urkunde.
Ähnlich alt ist vermutlich das Eigentum an der noch erhaltenen Kirche St. Martin im nahen Battenberg (Pfalz), deren Patronatsrecht 1231 an das Wormser Domkapitel überging.
1212 bestätigte Bischof Luitpold von Worms urkundlich, dass der Abt von St. Martin zu Glandern die Gefälle der Kirchen in Grünstadt und Mertesheim zum Nutzen seines Klosters verwenden dürfe. Auch Mertesheim, mit seiner alten Martinskirche (heute St. Valentin), gehörte demnach zum frühen Fernbesitz der Lothringer Abtei.
Die Abtei Glandern hatte weiterhin Besitzrechte im saarländischen Ittersdorf sowie in Ensheim; letztere veräußerte sie 1538 an das Kloster Wadgassen.
Für das Jahr 1204 ist in Glandern die Konsekration einer neuen Klosterkirche belegt, 1220 wurde ein Hospital eröffnet, 1427 erfolgte eine Erneuerung der Abteikirche. 1552 verwüsteten Truppen des Markgrafen Albrecht von Preußen die Abtei, 1635 die Schweden. 1672, im Holländisch-Französischen Krieg, erfolgten weitere Zerstörungen. 1685 ließ König Ludwig XIV. das Kloster wiederherstellen. Infolge der Französischen Revolution löste man den Konvent 1791 auf; die Klosterkirche wurde 1793 abgerissen. Erhalten blieb das mächtige Abteigebäude, dessen älteste Teile aus dem frühen 15. Jahrhundert stammen. Zuerst wurde es eine Brennerei für Kartoffelschnaps, woher die Lubelner ihren Uznamen „die Grumbiren Pitscher“ bekamen, dann ging es in Privatbesitz über. 1905 erwarb es das Bistum Metz und richtete darin einen Franziskanerkonvent ein. Später entstand am Platz der alten Klosterkirche, teilweise aus ihrem historischen Baumaterial, eine neue Kapelle mit Krypta. Heute dient die Anlage als Kur- und Erholungsheim.

## Galerie

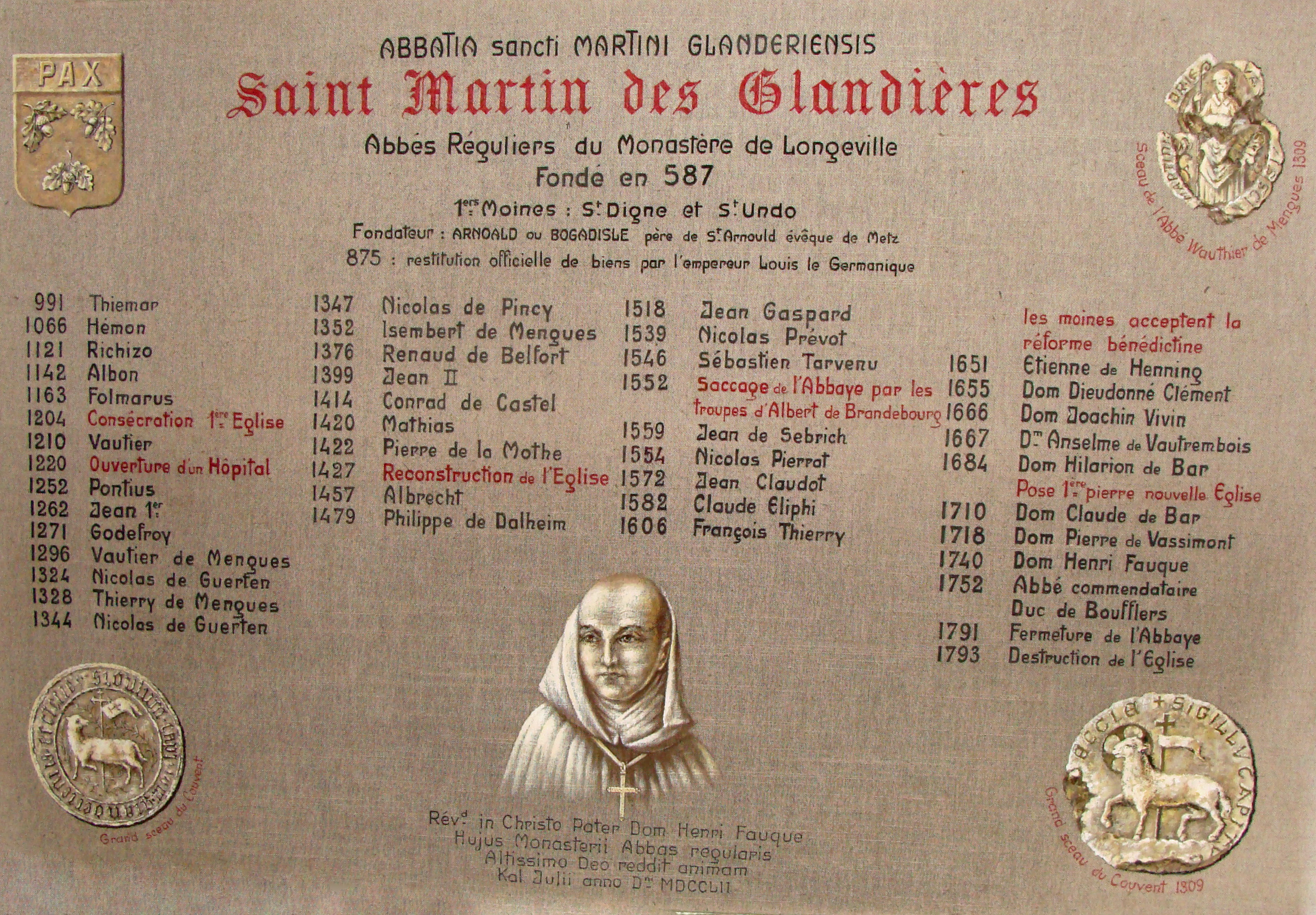
Longeville-lès-Saint-Avold, Gedenktafel mit Daten zur Klostergeschichte
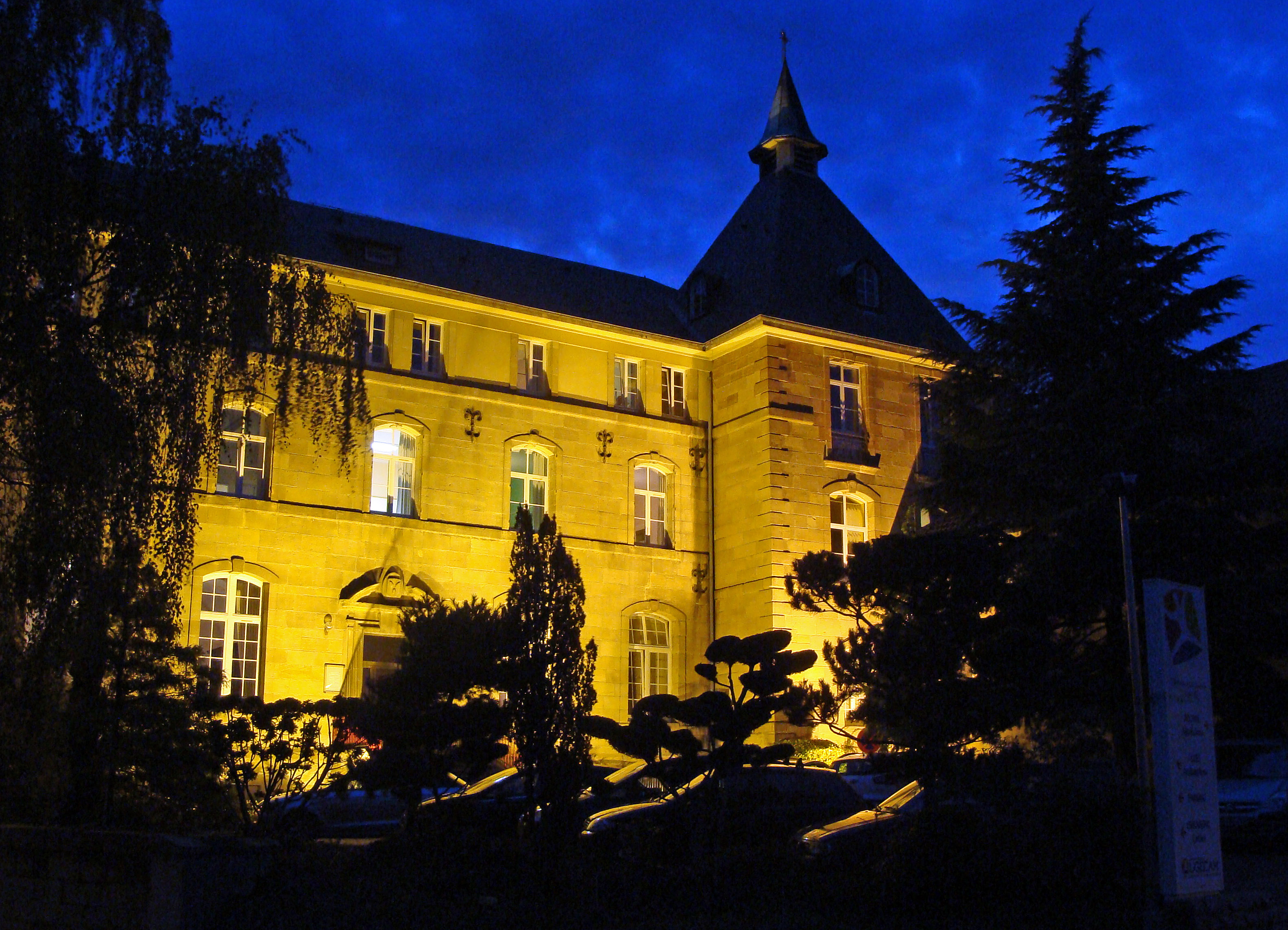
Nächtliche Ansicht des Abteigebäudes
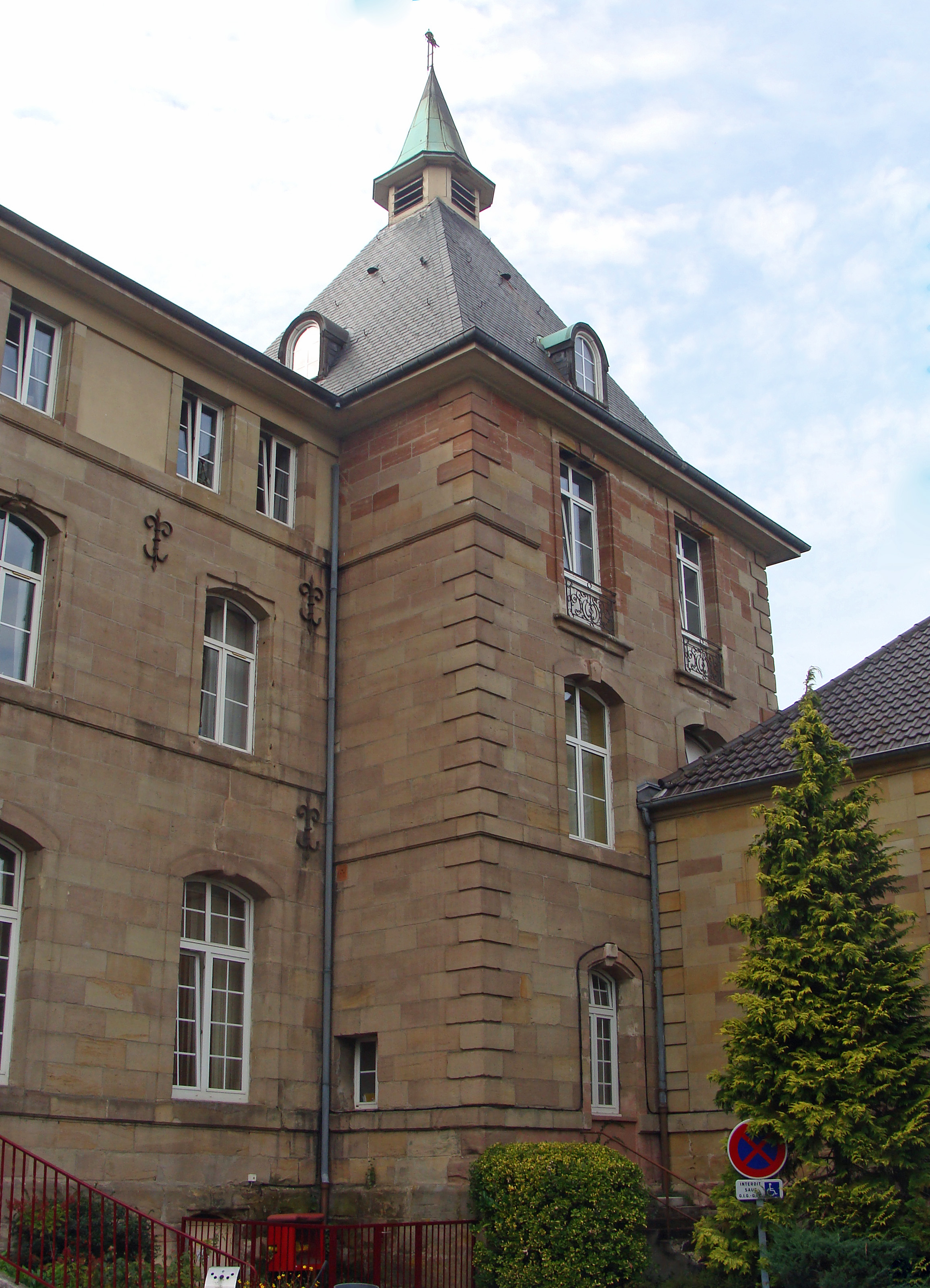
Hauptturm des Abteigebäudes
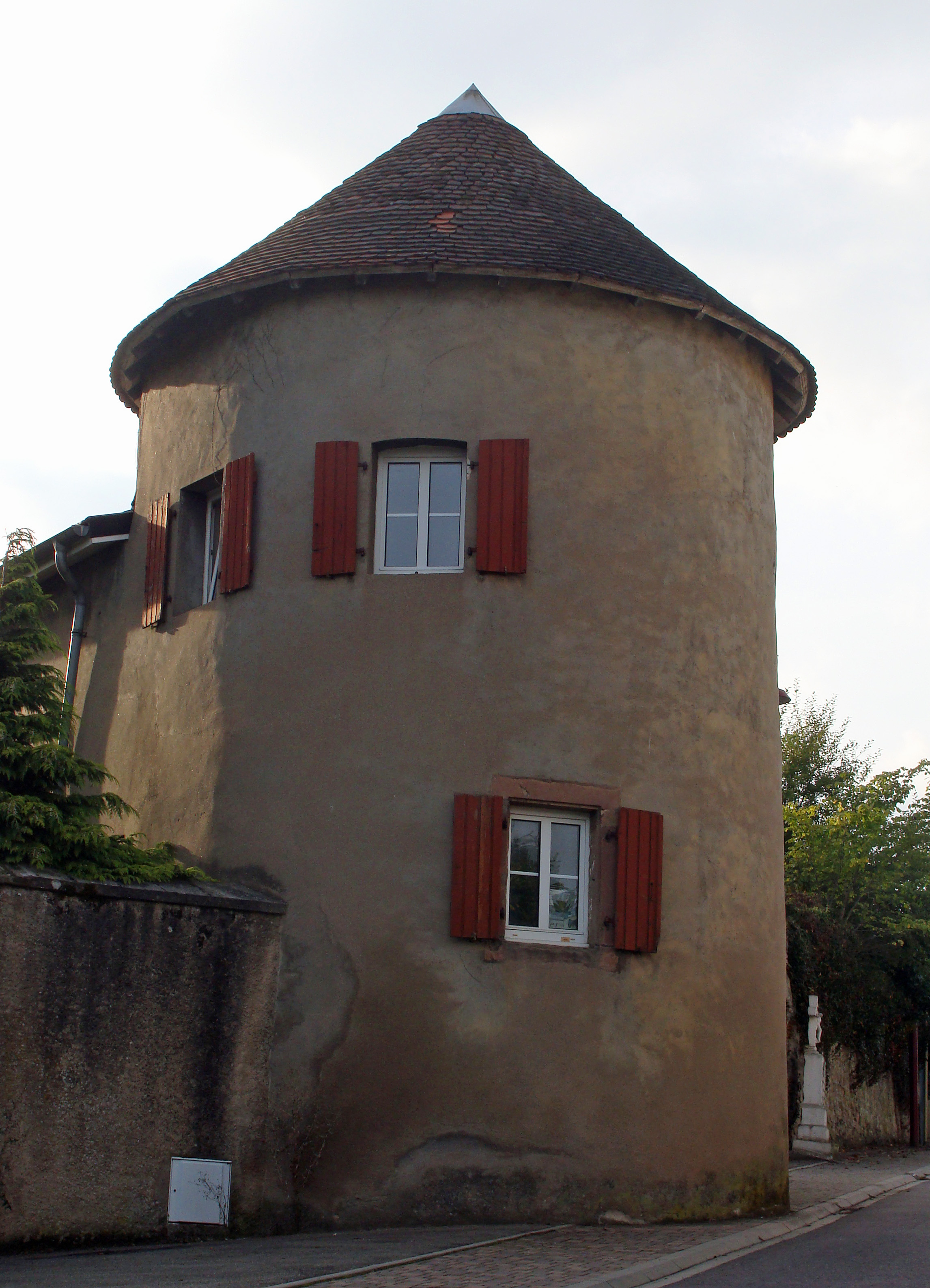
Nordturm der Klosteranlage
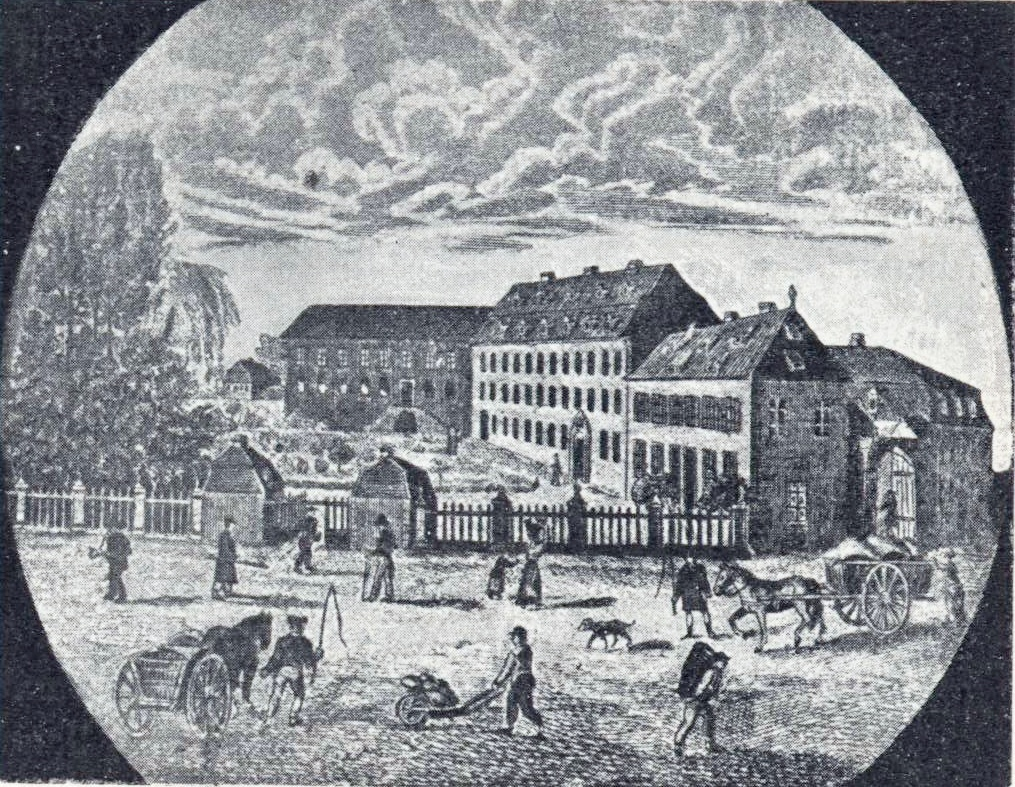
Schloss Unterhof Grünstadt, um 1800. Zuvor, als Lungenfelder Hof, Propstei des Klosters Glandern
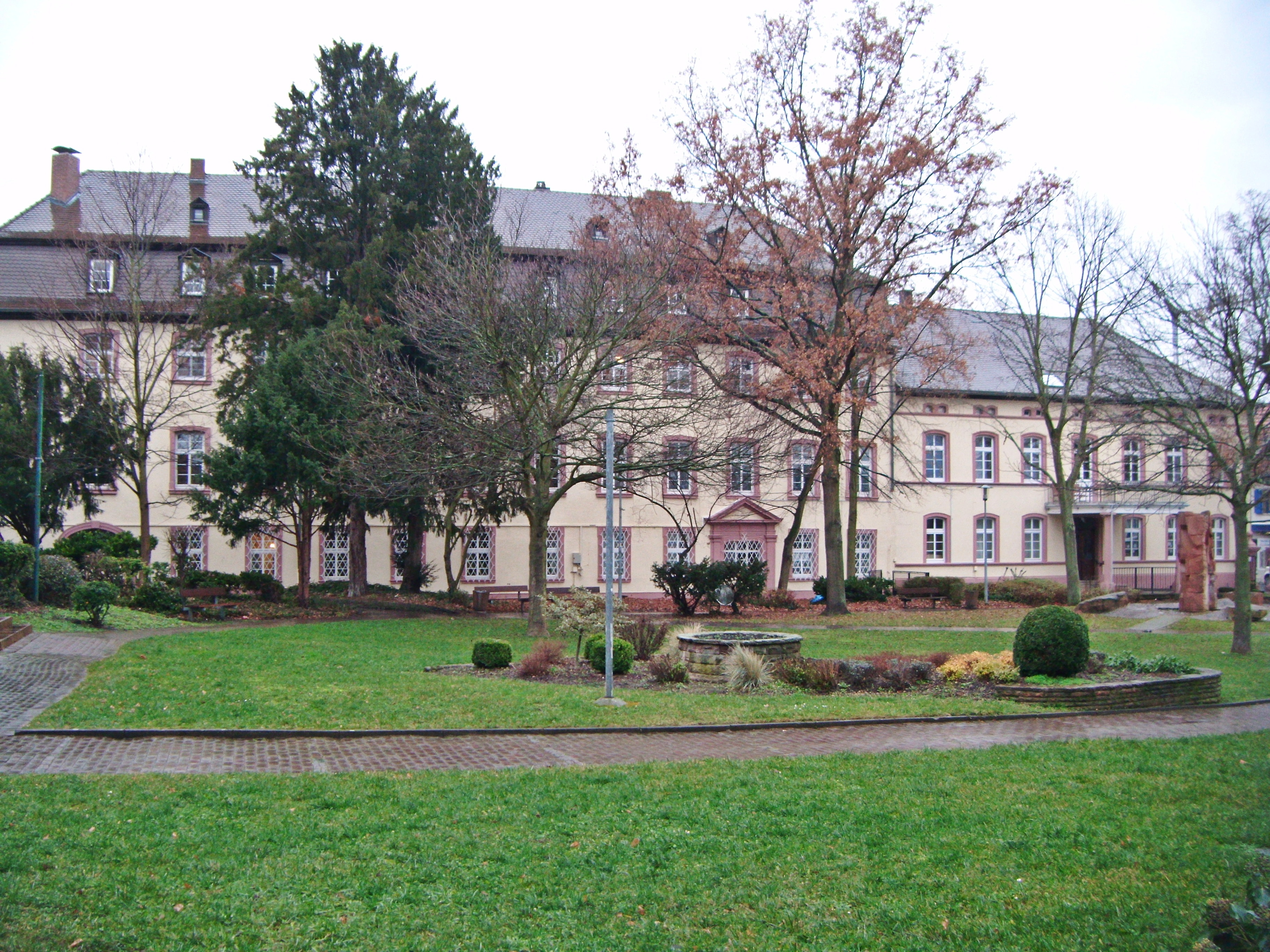
Schloss Unterhof Grünstadt, ehemalige Glanderer Propstei, 2014
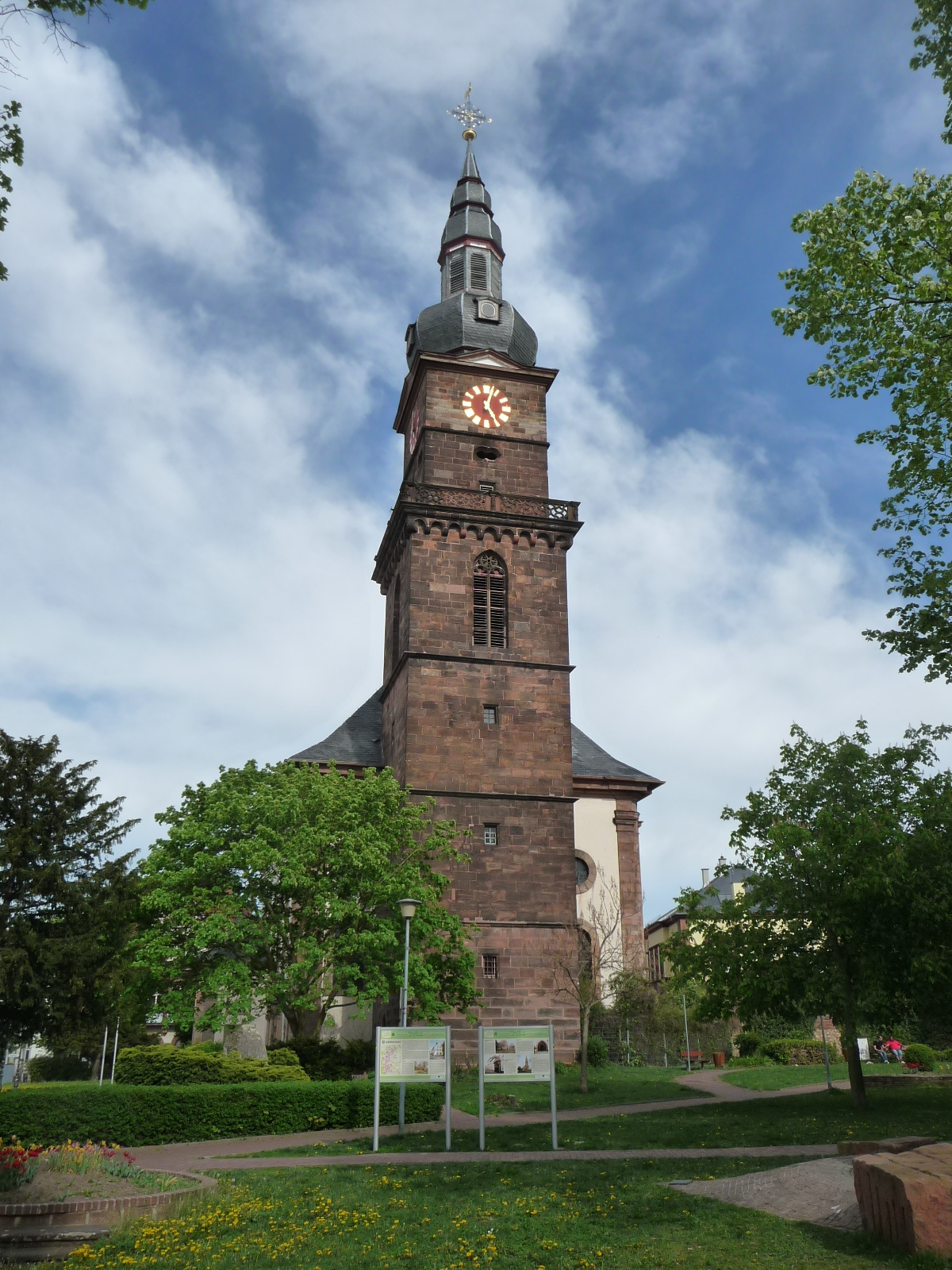
Heutige Martinskirche Grünstadt, am Platz der alten Martinskirche des Klosters Glandern
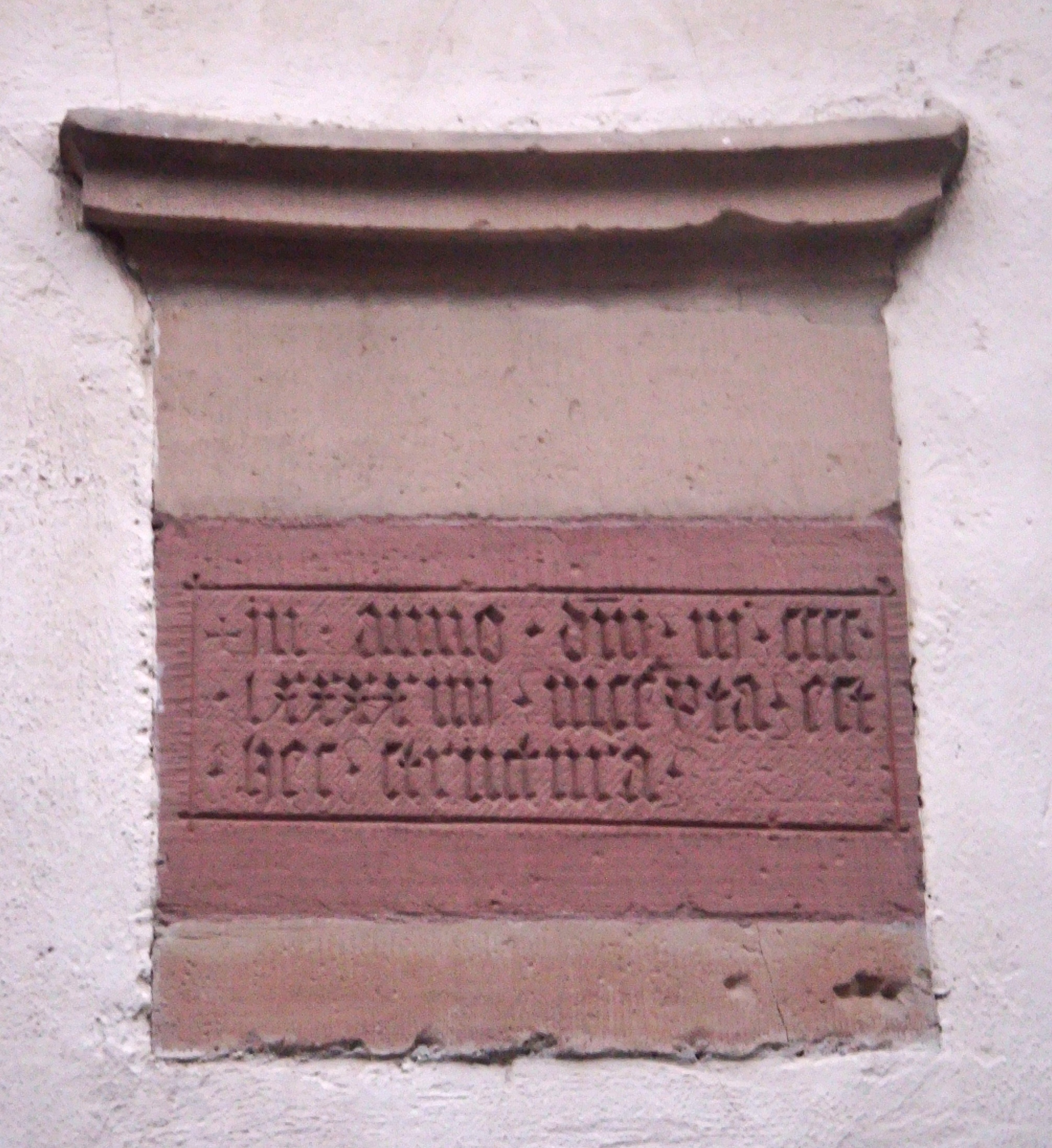
Grünstadt, Martinskirche, Erbauungsinschrift aus der Glanderer Zeit (1494)
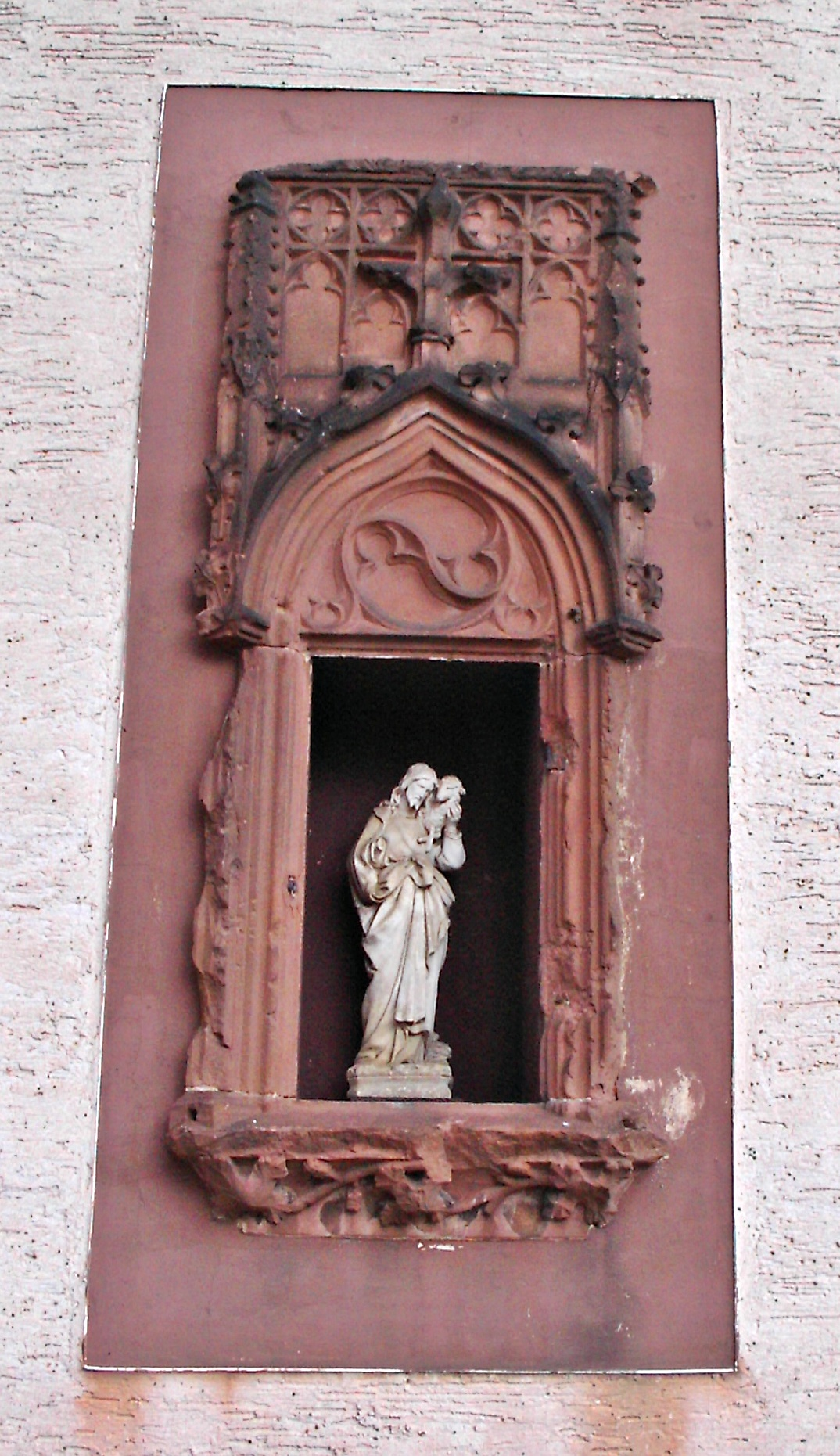
Sakramentsnische der alten Martinskirche in Grünstadt; heute als Spolie in Boßweiler
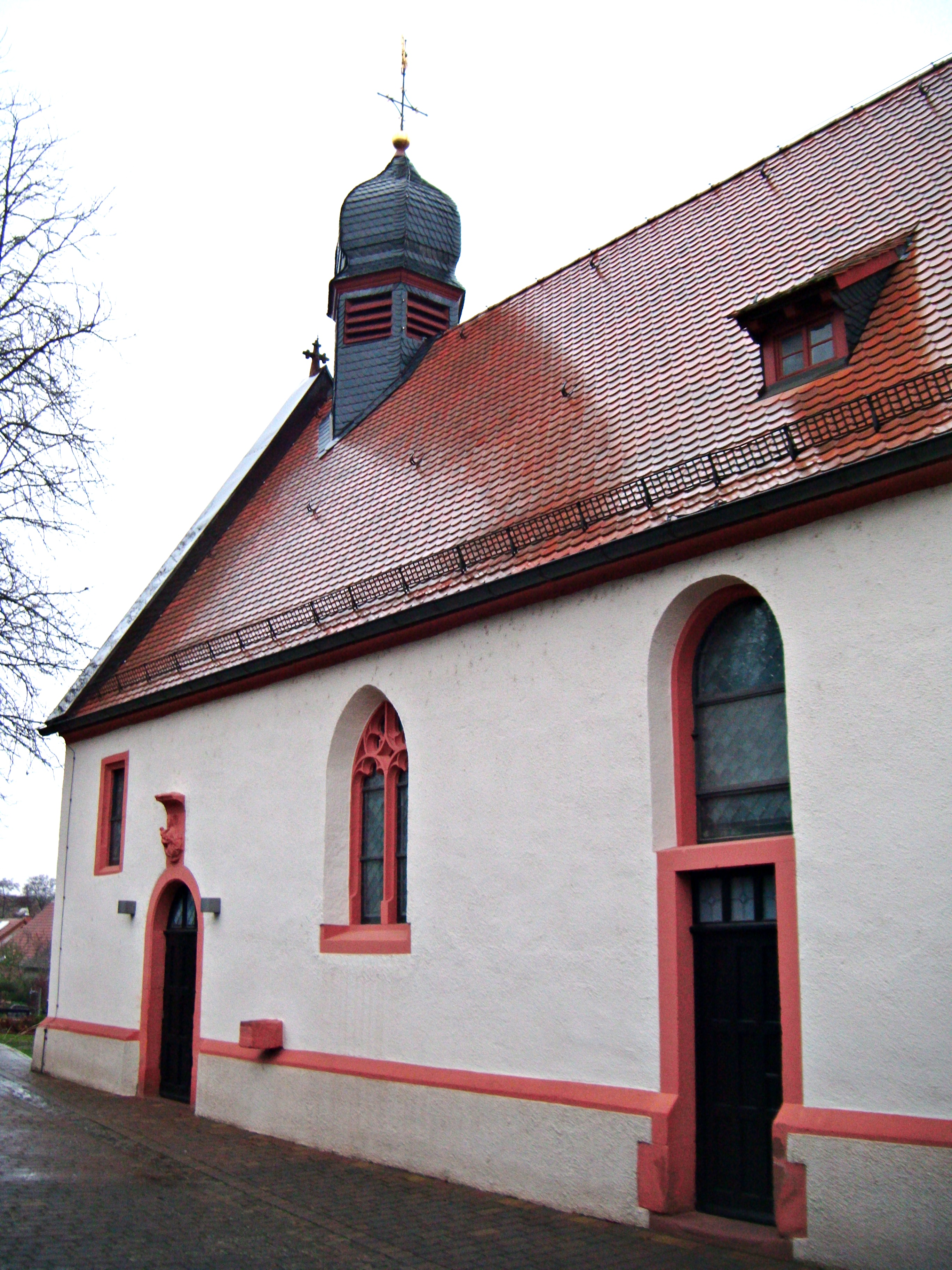
Kath. Kirche St. Valentin (früher St. Martin), Mertesheim, um 1500
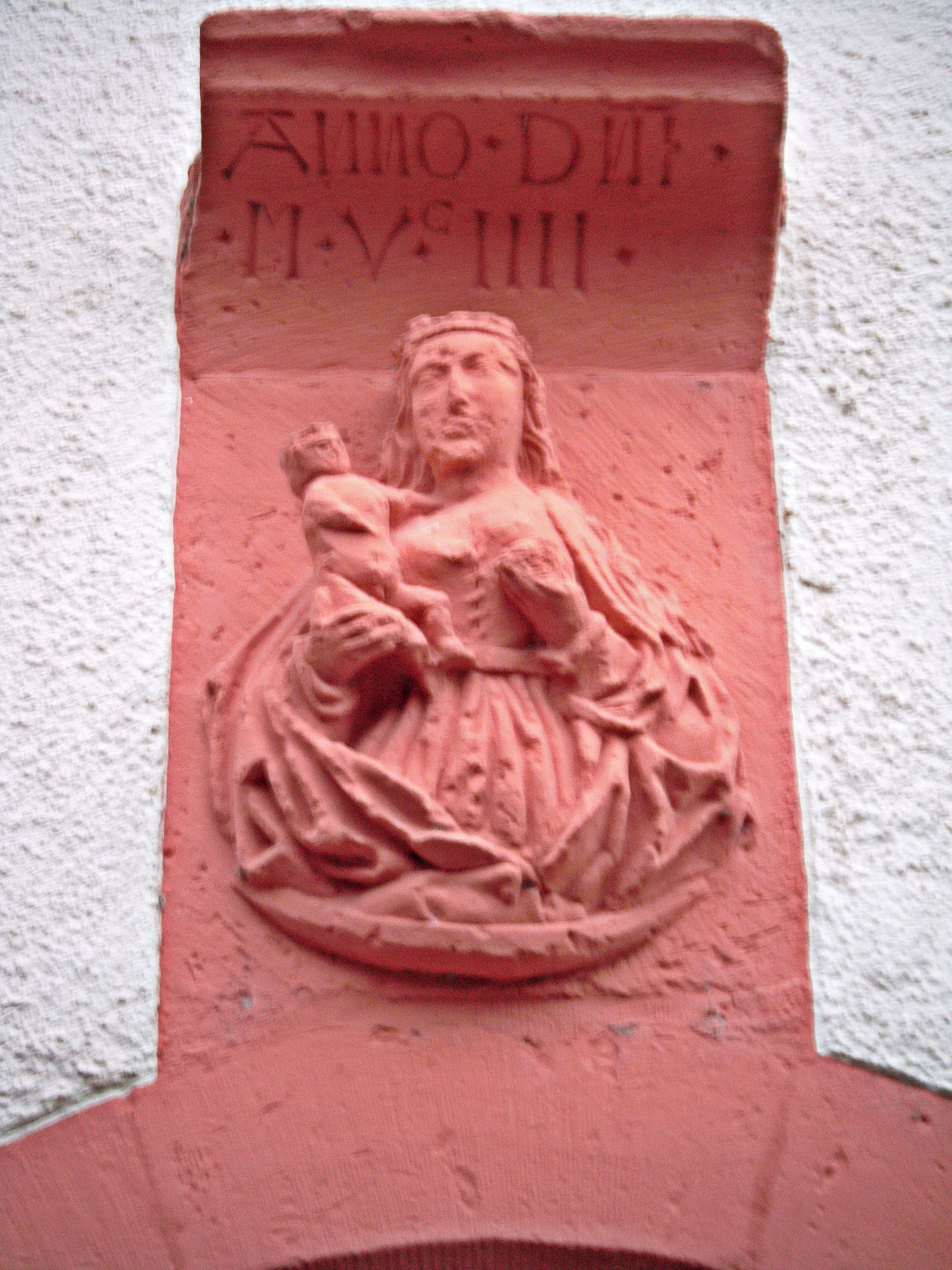
Gotische Madonna mit Bauinschrift (1504) über dem Hauptportal der Mertesheimer Kirche
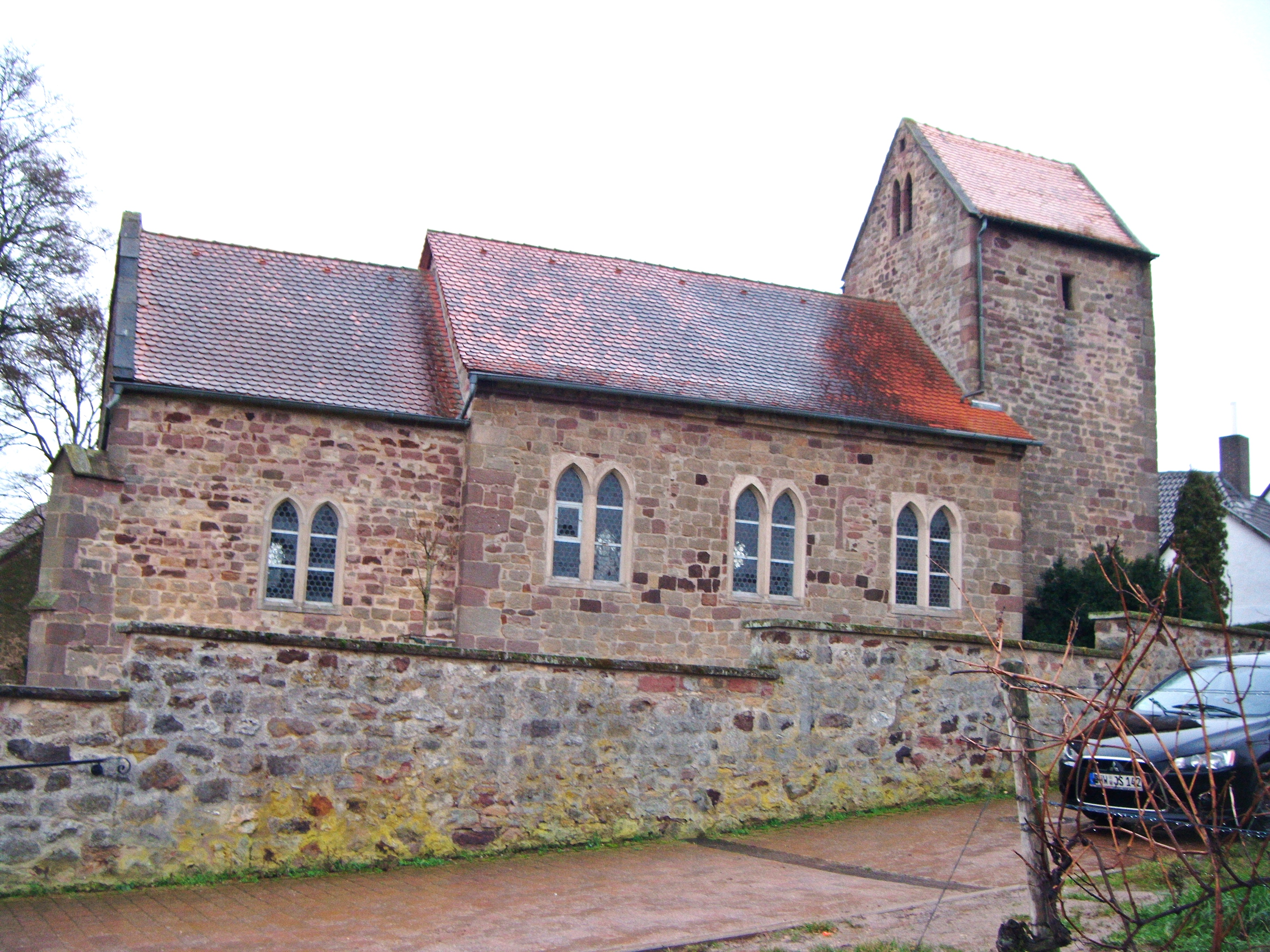
Martinskirche (Battenberg (Pfalz)), um 1200